# Jermaine Gonzales
Jermaine Gonzales (ur. 26 listopada 1984) – jamajski lekkoatleta specjalizujący się w biegu na 400 metrów.
Na początku kariery zdobył brązowe medale mistrzostw świata juniorów młodszych w 2001 oraz mistrzostw świata juniorów w 2002. Uczestniczył w igrzyskach olimpijskich w Atenach jako członek jamajskiej sztafety 4 x 400 metrów. W 2006 zdobył dwa brązowe medale – indywidualnie i w biegu rozstawnym – podczas igrzysk Wspólnoty Narodów. Na mistrzostwach świata w Daegu (2011) był czwarty w biegu na 400 metrów, a wraz z partnerami z reprezentacji zdobył brązowy medal w biegu sztafetowym 4 x 400 metrów.
Rekordy życiowe: stadion – 44,40 (22 lipca 2010, Monako); hala – 46,15 (15 marca 2003, Nowy Jork).